# Eruguera de l'Índia
L'eruguera de l'Índia (Coracina macei) és una espècie d'ocell de la família dels campefàgids (Campephagidae) que habita boscos i sabanes del nord del Pakistan i de l'Índia, Sri Lanka, Myanmar, sud de la Xina, Taiwan, Sud-est asiàtic i les Andaman.